# Valovna dolžina
Valovna dolžina je fizikalna količina, ki predstavlja prostorsko periodo periodičnega vala - razdaljo, na kateri se oblika vala ponovi.   Je torej inverz prostorske frekvence. Valovno dolžino se navadno določi preko razdalje med sosednjima točkama iste faze, kot so vrhovi, doline ali ravnovesne lege in je karakteristična za potujoče in stoječe valove, kot tudi za druge  prostorske valove. Valovno dolžino navadno označimo z grško črko lambda (λ). Têrmin valovna dolžina se včasih uporablja tudi pri moduliranih valovih in sinusnih  ovojnicah moduliranih valov, kot tudi pri valovih, ki jih interferenčno tvori več sinusnih valov.
Ob predpostavki, da se val širi s konstantno hitrostjo, je valovna dolžina inverzno proporcionalna frekvenci vala: valovi z višjimi frekvencami imajo krajše valovne dolžine in obratno - nižje frekvence pomeni daljše valovne dolžine.
Valovna dolžina je odvisna od medija (na primer vakuum, zrak ali voda) po katerem se valovanje razširja.
Primeri valovanj, ki se pojavljajo v naravi so zvočni valovi, svetloba, vodni valovi in periodični električni signali v prevodnikih. Zvočni val je nihanje zračnega tlaka, medtem ko je svetloba in druga elektromagnetna valovanja nihanje jakosti električnega in magnetnega polja, vodni valovi pa so nihanje višine vodne gladine.
Valovna dolžina je mera za razdaljo med ponovitvami oblik delov vala in ni mera za dolžino premikanja delcev, ki nihajo. Na primer v sinusnih vodnih valovih v velikih globinah se delci, ki so blizu vodne površine gibljejo v krogih istega premera, kot je višina valov, kar je ni povezano z valovno dolžino. Setu vseh valovnih dolžin ali frekvenc in njihovi porazdelitvi pravimo spekter. Ime se je prvotno nanašalo samo na vidno svetlobo, vendar se zdaj uporablja za elektromagnetna valovanja vseh valovnih dolžin, kot tudi za spekter zvoka in vibracijski spekter.

## Sinusni valovi
V linearni snovi (snovi, ki se na jakost električnega polja odziva linearno) lahko vsak val opišemo z vsoto, med sabo neodvisnih, sinusnih komponent.  Valovna dolžina λ posameznega sinusnega vala, ki potuje s konstantno hitrostjo v je podana z:
{\displaystyle \lambda ={\frac {v}{f}}\,\,,}
kjer je v fazna hitrost valovanja in f frekvenca valovanja. V disperzijskem mediju je fazna hitrost posameznega vala odvisna od njegove frekvence, kar privede do nelinearne zveze med valovno dolžino in frekvenco.
V primeru elektromagnetnega sevanja-kot je svetloba-v vakuumu, je fazna hitrost enaka svetlobni hitrosti, približno 3×108 m/s.  Valovna dolžina 100 MHz elektromagnetnega (radio) vala je torej približno: 3×108 m/s deljeno z 108 Hz = 3 metre. Valovna dolžina vidne svetlobe seže od rdeče, pri približno 700 nm, do vijolične, pri približno 400 nm (za ostale primere glej elektromagnetni spekter).
Zvočni valovi v zraku se razširjajo s zvočno hitrostjo, kar je pri standardnih pogojih približno 343 m/s (pri sobni temperaturi in zračnem tlaku ob morski gladini). Valovne dolžine zvočnih frekvenc, ki jih človeško uho še zaznava (20 Hz-20 kHz) so torej med, približno, 17 m in 17 mm. Opazimo, da so valovne dolžine slišnih frekvenc bistveno daljše od valovnih dolžin vidne svetlobe.

### Stoječe valovanje
Stoječe valovanje je valovanje, ki zaradi prostorske omejitve ostaja na enem mestu. Sinusno stoječe valovanje vključuje stacionarne točke, ki mirujejo, imenovane vozli. Valovna dolžina je dvakratnik razdalje med sosednjimi vozli. 
Zgornja slika prikazuje tri stoječa valovanja v posodi. Privzamemo, da stene posode valovanje omejujejo tako, da ima valovanje tam vozle (primer robnih pogojev) - delci tam ne nihajo, temveč mirujejo. S tem določimo katere valovne dolžine so dovoljene. Primer za elektromagnetno valovanje je lahko posoda iz idealnih kovinskih sten. Obstoj vozlov v krajiščih posode tu lahko privzamemo, saj na idealnih kovinskih stenah ni električnega polja v tangencialni smeri. Valovanje ima v krajiščih stene torej amplitudo nič.
Stoječe valovanje si lahko prestavljamo kot vsoto dveh sinusnih valovanj, ki se razširjajo v nasprotnih smereh. Posledično so valovna dolžina, frekvenca in hitrost valovanja med sabo povezani, kot pri potujočem valovanju, tako lahko, na primer, hitrost svetlobe določimo z opazovanjem stoječih valovanj v kovinskih posodi, v kateri je vakuum.

### Matematični opis
Potujoča sinusna valovanja so pogosto matematično predstavljena v naslednji obliki: 

{\displaystyle y(x,\ t)=A\cos \left(2\pi \left({\frac {x}{\lambda }}-ft\right)\right)=A\cos \left({\frac {2\pi }{\lambda }}(x-vt)\right)}
kjer je v hitrost (v x smeri), f frekvenca in λ valovna dolžina, y je vrednost vala (vrednost neke fizikalne količine, ki valuje) na nekem mestu x v času t, A pa je amplituda valovanja. Pogosto jih opišemo tudi z valovnim številom k (2π pomnoženo z recipročno vrednostjo valovne dolžine) in kotne hitrosti ω (2π pomnoženo s frekvenco):

{\displaystyle y(x,\ t)=A\cos \left(kx-\omega t\right)=A\cos \left(k(x-vt)\right)}
kjer sta valovna dolžina in valovno število povezana s hitrostjo valovanja in frekvenco z naslednjimi zvezami:
{\displaystyle k={\frac {2\pi }{\lambda }}={\frac {2\pi f}{v}}={\frac {\omega }{v}},}
ali
{\displaystyle \lambda ={\frac {2\pi }{k}}={\frac {2\pi v}{\omega }}={\frac {v}{f}}.}
V drugi, zgoraj podani, enačbi za y(x,t,) fazo (kx − ωt) pogosto posplošimo na tri dimenzije (k•r − ωt), tako da nadomestimo valovno število k z valovnim vektorjem, ki pove smer razširjanja in valovno število ravnega vala, in parametriziramo s krajevnim vektorjem r. V tem primeru je valovno število k, velikost valovnega vektorja k, še vedno z valovno dolžino povezano z isto zvezo, le da v interpretiramo kot skalarno hitrost v smeri valovnega vektorja. Prvo obliko, kjer v fazi uporabimo recipročno valovno dolžino, ne gre tako enostavno posplošiti za valovanje v poljubni smeri.
Posplošitve na sinuse ostalih faz in kompleksne eksponente so tudi pogoste. Po dogovoru se uporablja kosinusna faza, namesto sinusne. Razlog za to je ta, da je kosinus realni del kompleksnega eksponenta:
{\displaystyle Ae^{i\left(kx-\omega t\right)}.}
Če svetloba (ali drugo elektromagnetno valovanje) vstopi v sredstvo, se valovna dolžina zmanjša za faktor, ki je enak lomnemu količniku sredstva n, frekvenca valovanja pa ostane enaka. Valovna dolžina valovanja v sredstvu λ' je dana z:
{\displaystyle \lambda ^{\prime }={\frac {\lambda _{0}}{n}}\!\,,}
kjer je λ0 valovna dolžina valovanja v vakuumu.